# Parco cittadino

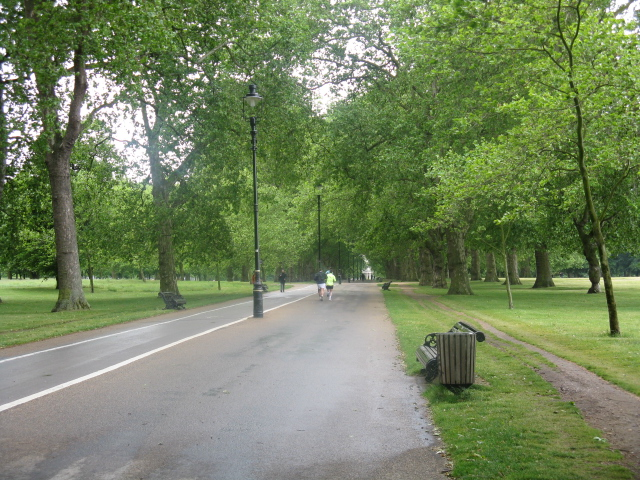
Un viale alberato di Hyde Park a Londra.

Un parco cittadino, chiamato anche parco urbano, parco pubblico o altre denominazioni analoghe, è un'area verde situata all'interno di una città o nelle sue immediate vicinanze, avente lo scopo di fornire alla cittadinanza ed altri visitatori uno spazio ricreativo a contatto con la natura.
Assieme ad altre aree verdi quali giardini e viali alberati contribuiscono in modo significativo a diminuire l'inquinamento atmosferico e acustico delle zone altamente urbanizzate. Sono luoghi ideali dove praticare attività sportive per mantenere la forma fisica, quali il jogging, l'uso della bicicletta o semplici passeggiate.
Alcuni grandi parchi urbani del mondo:
| Nome                           | Città             | Paese       | Area (ha) |
| ------------------------------ | ----------------- | ----------- | --------- |
| Parco nazionale Losinij Ostrov | Mosca             | Russia      | 11 621    |
| Parco nazionale Sanjay Gandhi  | Mumbai            | India       | 10 400    |
| Franklin Mountains State Park  | El Paso           | Stati Uniti | 9 812     |
| South Mountain Park            | Phoenix           | Stati Uniti | 6 590     |
| Parco dell'Appia Antica        | Roma              | Italia      | 4 580     |
| Fairmount Park                 | Filadelfia        | Stati Uniti | 3 725     |
| George Bush Park               | Houston           | Stati Uniti | 3 156     |
| Forest Park                    | Portland          | Stati Uniti | 2 062     |
| Shelby Farms                   | Memphis           | Stati Uniti | 1 824     |
| Mission Trails Park            | San Diego         | Stati Uniti | 1 750     |
| Griffith Park                  | Los Angeles       | Stati Uniti | 1 705     |
| Bidwell Park                   | Chico             | Stati Uniti | 1 485     |
| Parco Urbano Giorgio Bassani   | Ferrara           | Italia      | 1 200     |
| Pelham Bay Park                | New York          | Stati Uniti | 1 120     |
| Richmond Park                  | Londra            | Regno Unito | 955       |
| Parque Florestal de Monsanto   | Lisbona           | Portogallo  | 910       |
| Sutton Park                    | Birmingham        | Regno Unito | 900       |
| Bois de Boulogne               | Parigi            | Francia     | 846       |
| Ada Ciganlija                  | Belgrado          | Serbia      | 800       |
| Phoenix Park                   | Dublino           | Irlanda     | 712       |
| Rock Creek Park                | Washington        | Stati Uniti | 710       |
| Parco di Monza                 | Monza             | Italia      | 688       |
| Millennium Park                | Grand Rapids      | Stati Uniti | 607       |
| Airy Forest                    | Cincinnati        | Stati Uniti | 595       |
| Englischer Garten              | Monaco di Baviera | Germania    | 567       |
| New Orleans City Park          | New Orleans       | Stati Uniti | 526       |
| Forest Park                    | St. Louis         | Stati Uniti | 524       |
| Flushing Meadows Park          | New York          | Stati Uniti | 508       |
| Lincoln Park                   | Chicago           | Stati Uniti | 487       |
| Balboa Park                    | San Diego         | Stati Uniti | 486       |
| Bushy Park                     | Londra            | Regno Unito | 445       |
| Golden Gate Park               | San Francisco     | Stati Uniti | 412       |
| Stanley Park                   | Vancouver         | Canada      | 405       |
| Parco della Favorita           | Palermo           | Italia      | 400       |
| Belle Isle Park                | Detroit           | Stati Uniti | 397       |
| Central Park                   | New York          | Stati Uniti | 341       |
| Point Defiance Park            | Tacoma            | Stati Uniti | 284       |
| Hyde Park                      | Londra            | Regno Unito | 253       |
| Parco degli Acquedotti         | Roma              | Italia      | 240       |
| Parc du Mont Royal             | Montréal          | Canada      | 214       |
| Green Hill Park                | Worcester         | Regno Unito | 194       |
| Villa Doria Pamphilj           | Roma              | Italia      | 184       |
Con 4 580 ettari, il Parco regionale dell'Appia antica di Roma è il parco urbano più grande d'Europa.